# Earlton (Kansas)
Pour les articles homonymes, voir Earlton.
Earlton est une ville du comté de Neosho dans l'État du Kansas.
En 2010, la population était de 55 habitants.